# Huan Shu de Quwo
Huan Shu de Quwo (xinès tradicional: 曲沃桓叔, xinès simplificat: 曲沃桓叔, pinyin: Qūwò Huán Shū, 802–731 aEC), nom ancestral Ji (姬), nom atorgat Chengshi (成師) (802–731 aEC), va ser el primer governant de l'Estat de Quwo durant el període de Primaveres i Tardors. Va ser el fill del Marquès Mu de Jin i oncle del Marquès Zhao de Jin.
El 745 aEC, el primer any del regnat del Marquès Zhao de Jin, el Marquès Zhao va atorgar la terra de Quwo, l'actual Comtat Quwo a Shanxi, al seu oncle, Chengshi. Aleshores va ser anomenat Huan Shu de Quwo, tenint 58 anys en eixe moment. Perquè es diu que seua benevolència, ha guanyar-se els cors de la gent de Quwo.
El 739 aEC, l'any setè del seu regnat, un oficial anomenat Panfu (潘父) de Jin va assassinar al Marquès Zhao de Jin i va convidar a Huan Shu de Quwo a pujar al tron de Jin. Ell va acceptar la benvinguda de Panfu i va entrar a Jin. Quan va entrar, la gent Jin van portar tropes perquè no se li deixés entrar. Va perdre i es va retirar de nou a Quwo. Llavors el poble de Jin li va demanar al fill del Marquès Zhao de Jin, Ji Ping, de pujar al tron i ell es va convertir en el següent marquès: el Marquès Xiao de Jin.
El 731 aEC, Huan Shu de Quwo va faltar i el seu fill, Shan, va pujar al tron com el següent governant de Quwo: Zhuang Bo de Quwo. El fill de Huan Shu de Quwo, Han Wan, es va convertir en el fundador de l'Estat de Han.
| Huan Shu de Quwo Estat de QuwoBranca cadet del Casa de JiNascut: 802 aEC Mort: 731 aEC |                               |                                |
| Títols de regnat                                                                       |                               |                                |
| Nou títol                                                                              | Governant de Quwo 745–731 aEC | Succeït per: Zhuang Bo de Quwo |